# Hava nagila
Hava nagila is een lied uit de Hebreeuwse volksmuziek. Hava nagila betekent; "laat ons gelukkig zijn". Het is het lied van feestviering, dat vooral erg populair is bij de Joodse- en de Romagemeenschap. In de volkscultuur wordt het gebruikt als metonym voor het jodendom en is het een vast ritueel op vele joodse festivals.
Hoewel de melodie erg oud is, is de tekst waarschijnlijk pas in 1918 geschreven naar aanleiding van de Balfour-verklaring, waarin het Verenigd Koninkrijk de zionistische plannen voor een Joods nationaal tehuis in Palestina onder voorwaarden ondersteunde.

## Tekst
| Transcriptie              | Hebreeuws                  | Vertaling                                   |
| Hava nagila               | הבה נגילה                  | Laat ons gelukkig zijn                      |
| Hava nagila               | הבה נגילה                  | Laat ons gelukkig zijn                      |
| Hava nagila venis'mecha   | הבה נגילה ונשמחה           | Laat ons gelukkig en vrolijk zijn           |
|                           |                            |                                             |
|                           | (Strofe een keer herhalen) |                                             |
|                           |                            |                                             |
| Hava neranana             | הבה נרננה                  | Laat ons zingen                             |
| Hava neranana             | הבה נרננה                  | Laat ons zingen                             |
| Hava neranana venis'mecha | הבה נרננה ונשמחה           | Laat ons zingen en vrolijk zijn             |
|                           |                            |                                             |
|                           | (Strofe een keer herhalen) |                                             |
|                           |                            |                                             |
| Uru, uru achim!           | !עורו, עורו אחים           | word wakker, word wakker broeders!          |
| Uru achim b'lev sameach   | עורו אחים בלב שמח          | word wakker broeders, met een gelukkig hart |
|                           |                            |                                             |
|                           | (Vers vier keer herhalen)  |                                             |
|                           |                            |                                             |
| Uru achim, uru achim!     | !עורו אחים, עורו אחים      | word wakker broeders, word wakker broeders! |
| B'lev sameach             | בלב שמח                    | Met een gelukkig hart                       |